# Grabmal der Bibi Jawindi

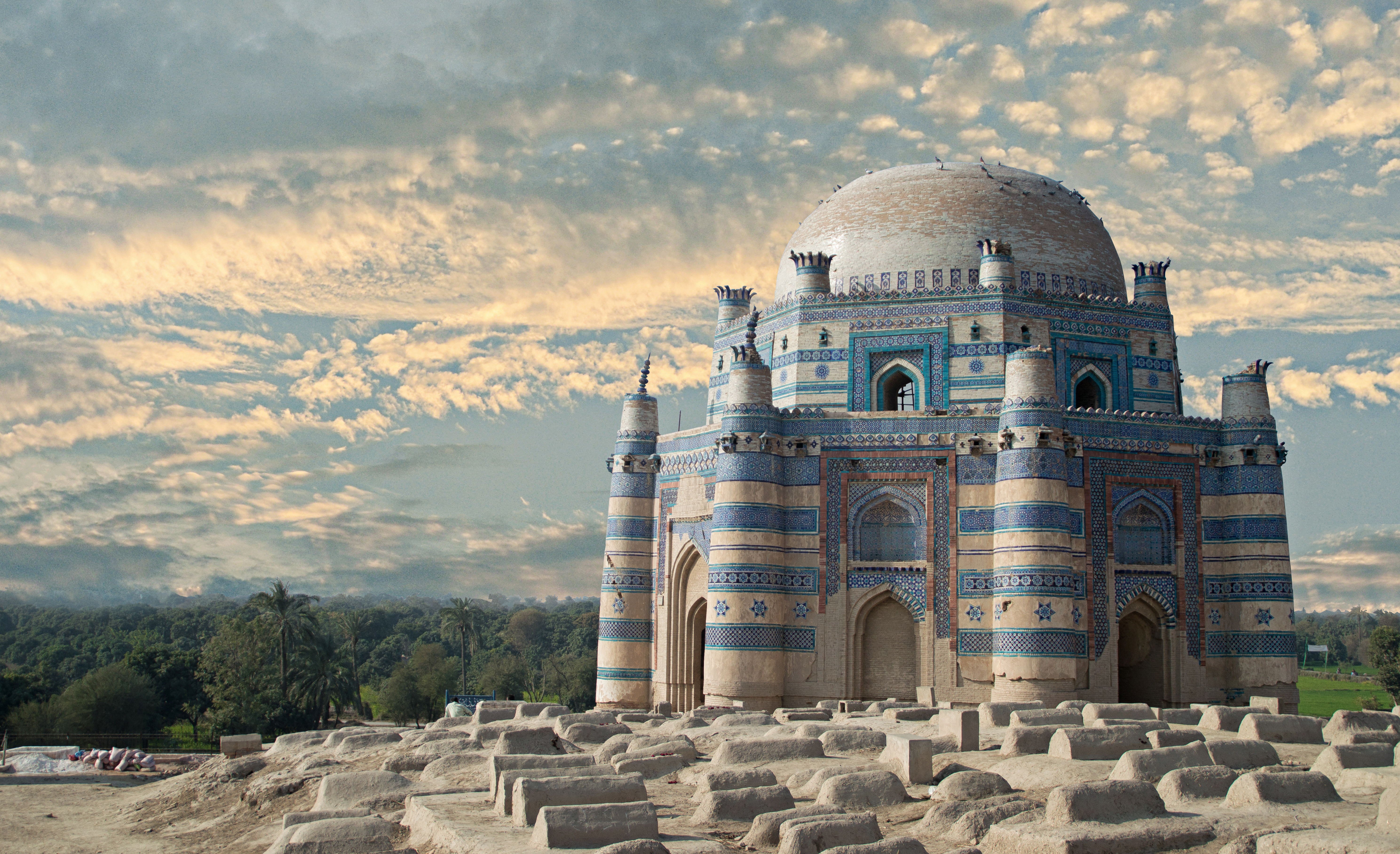
Grabmal der Bibi Jawindi, Vorderansicht.

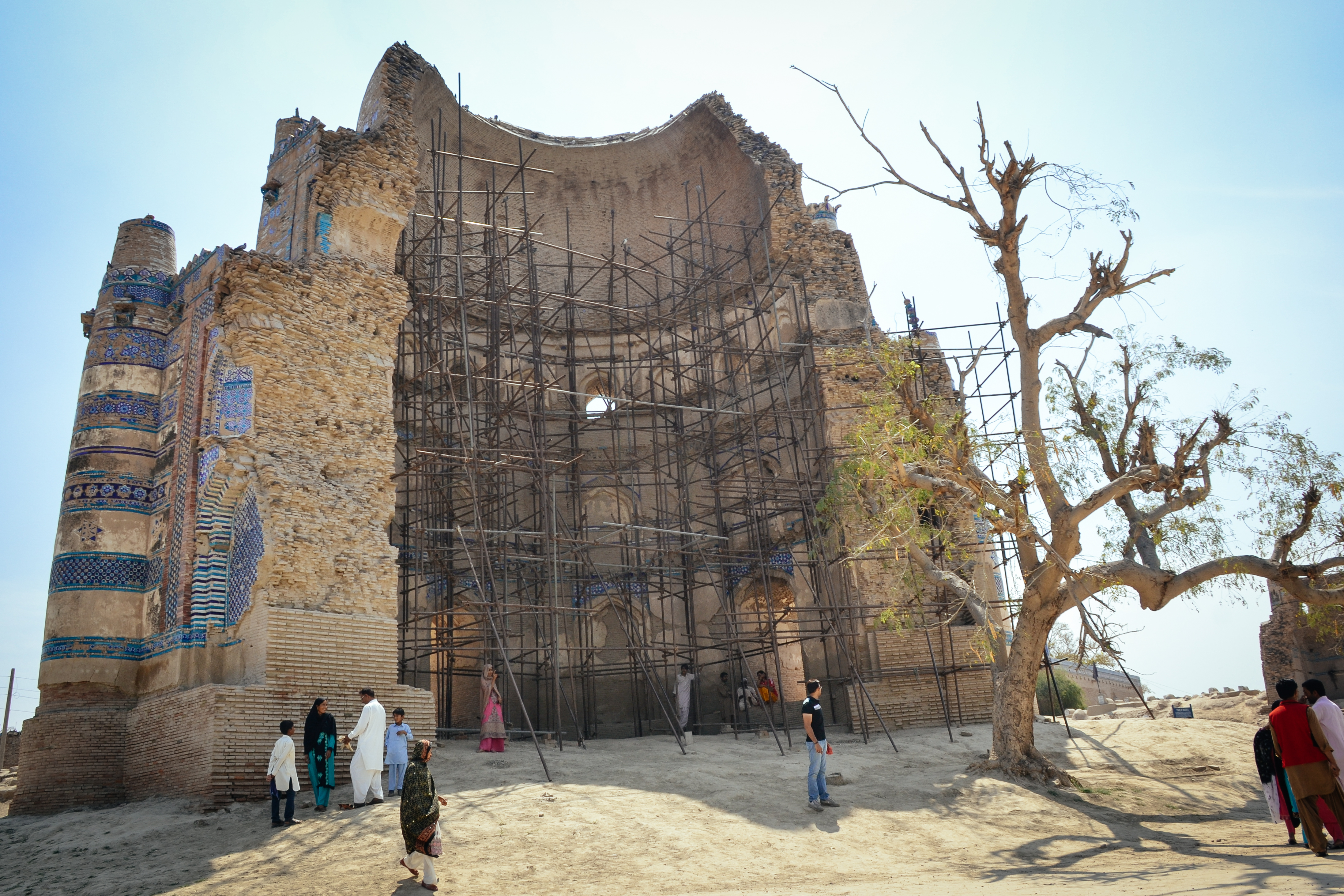
Grabmal der Bibi Jawindi, Rückansicht. Der Zustand des Grabmals ist sehr schlecht, es ist größtenteils eingefallen.

Das Grabmal der Bibi Jawindi ist ein Mausoleum in Uch Sharif in der Provinz Punjab in Pakistan. Es liegt im Südwesten der historischen Stadt.

## Geschichte
Das Grab von Bibi Jawindi befindet sich in der nordwestlichen Ecke von Uch Sharif auf einem niedrigen Hügel, an der Stelle eines alten Forts, inmitten der Ruinen mehrerer anderer architektonisch bedeutender Gräber, darunter die Gräber von Ustad Nuria und Baha'al-Halim. Es ehrt Bibi Jawindi, die Urenkelin von Jahaniyan Jahangasht (1307–1383), einem Schüler von Baha'al-Halim, von dem allgemein angenommen wird, dass er maßgeblich am Bau des Grabmals seines Lehrers beteiligt war. Der Bau des Grabmals wird einem iranischen Prinzen, Dilshad, zugeschrieben, der die Mittel für das Projekt bereitstellte. Die drei Gräber in diesem Bereich befinden sich in einem Zustand teilweiser Ruine, da eine große Überschwemmung im Jahr 1817 den Einsturz der Westseite des Grabes verursachte und auch die benachbarten Gräber beschädigte.
Das Grabmal ist aus gebrannten Ziegeln auf einem achteckigen Sockel mit Türmchen an jeder Ecke des Achtecks errichtet. Darüber befand sich eine einzelne Kuppel auf einer kleineren achteckigen Trommel mit Rundbogenfenstern. Obwohl das Grab teilweise eingestürzt ist, kann man sich aufgrund der symmetrischen Bauweise den ursprünglichen Grundriss gut vorstellen. Der Grundriss des Grabes ähnelt dem des Mausoleums von Shah Rukn-e-Alam in Multan, das zwischen 1320 und 1324 erbaut wurde. Obwohl diese Bauweise heute üblich zu sein scheint, gehörten das Grabmal von Rukn-e-Alam und seine Nachfolger in Uch Sharif zu den ersten auf dem Subkontinent errichteten Grabmälern mit achteckigem Grundriss.
Das Äußere ist mit Bändern aus blauer, weißer und azurblauer Fayence aus glasierten Kacheln belebt. Wie Dr. Ahmad Nabi Khan feststellt, gibt es drei Hauptvarianten dieser Fliesen, die in Uch Sharif verwendet wurden. Die ersten sind einfache quadratische oder rechteckige Terrakottafliesen, die in verschiedenen Farbtönen, hauptsächlich in persischem Blau und Weiß, bemalt und glasiert sind. Die zweite Gruppe sind Fliesen mit floralen Mustern auf rechteckigen Terrakottafliesen, die ein hochreliefartiges Laubmuster in Blau und Weiß aufweisen. Drittens gibt es Terrakottaplatten, deren breite Enden in verschiedenen geometrischen Mustern eingeschnitten und weiß oder blau bemalt sind.
Das Grabmal bedarf der aktiven Erhaltung, um die verbleibenden Mauern, Türmchen und dekorativen Elemente zu stützen und zu stabilisieren, aber insgesamt ist es in einem besseren Zustand als das nahe gelegene Baha'al-Halim-Grabmal. Fünf der ursprünglich acht Türmchen sind teilweise erhalten geblieben, bei Baha'al-Halim sind es nur drei. Aus bestimmten Blickwinkeln ist genug von dem Grabmal erhalten, um einen klaren Eindruck von seiner ursprünglichen Pracht zu vermitteln.
2004 wurde das Mausoleum gemeinsam mit vier weiteren Bauwerken aus Uch Sarif auf die Tentativliste Pakistans gesetzt, die Vorschläge zur Aufnahme in das UNESCO-Welterbe enthält.